# 9554 Dumont
A 9554 Dumont (ideiglenes jelöléssel 1985 XA) egy kisbolygó a Naprendszerben. Robert Chemin fedezte fel 1985. december 13-án.